# 宝生流
宝生流（ほうしょう-りゅう）は能楽の流派の一。現在、シテ方とワキ方（下掛宝生流）とがあり、それぞれ別の流儀である。単に「宝生流」というときはシテ方の宝生流をいうことが多い。
また、かつて大鼓方にも「宝生流」「宝生錬三郎派」と呼ばれる流儀があったが、1986年（昭和61年）に観世流の名に復したため、現在は立方のみで構成されている。

## シテ方
観世流に次ぐ第二の規模を誇る。重厚な芸風で謡を重視し、弱吟にあるクリ音より高い甲（かん）グリ音（観世では鸚鵡小町に弱吟唯一の甲グリ音がある）など、その独特の謡の魅力から「謡宝生（うたいほうしょう）」とも呼ばれる。現宗家は2008年（平成20年）4月に宗家を継承した宝生和英（ほうしょうかずふさ）で二十世。
芸祖は観阿弥の長兄・宝生太夫。大和猿楽の外山座（とびざ）の流れを汲む。奈良県桜井市外山地区で始動し、宗像神社 (桜井市)には発祥の地とする碑がある。外山座はその看板役者・宝生太夫の名を取って宝生座と呼ばれるようになった。
宝生座は多武峰や春日大社（若宮祭）、興福寺（薪猿楽）に参勤し、代々の宝生太夫は室町幕府に仕えた。江戸時代には五代将軍徳川綱吉がとりわけ宝生流を贔屓し、他座の囃子方を宝生流に転属させるほどであった。またその頃、加賀藩主・前田綱紀の後援を受け、加賀の地では金春流に代わって宝生流が盛んとなった。
現在でも「加賀宝生」と呼ばれ、北陸では大きな勢力を誇る。その他「会津宝生」「南部宝生」「佐渡宝生」「久留米宝生」などの地域地盤が残る。十一代将軍徳川家斉も宝生流を愛好し、その隆盛を受け、1848年（弘化5年）には宝生太夫友于が大規模な勧進能を興行。この筋外橋門外での15日間の「弘化勧進能」は、江戸時代最大にして最後の勧進能となった。
明治期の名人として宝生九郎知栄、松本金太郎。その薫陶を受けた松本長、野口兼資、近藤乾三、高橋進（重要無形文化財保持者（人間国宝））などの名人を多く輩出している。近年の名人として三川泉（重要無形文化財保持者（人間国宝））、近藤乾之助がいる。

### 宗家代々
- 初世 - 宝生蓮阿弥
  - 世阿弥の弟とも音阿弥の弟とも。
- 二世 - 宝生宗阿弥
  - 初世の子。
- 三世 - 宝生養阿弥
  - 二世の子。
- 四世 - 宝生一閑
  - 三世の子。
- 五世 - 宝生宝山
  - 観世流七世観世元忠の弟。四世の養子。
- 六世 - 宝生九郎勝吉
  - 五世の養子。
- 七世 - 宝生九郎重房
  - 六世の子。
- 八世 - 宝生九郎重友
  - 七世の子。
- 九世 - 宝生九郎友春
  - 八世の子。
- 十世 - 宝生将監暢栄
  - 九世の子。
- 十一世 - 宝生九郎友精
  - 十世の養子。
- 十二世 - 宝生九郎友通
  - 十一世の養子。
- 十三世 - 宝生九郎友勝
  - 十二世の養子。
- 十四世 - 宝生将監英勝
  - 十三世の婿嫡子。
- 十五世 - 宝生弥五郎友于
  - 十四世の女婿・宝生権五郎邦保の子。後に十四世の養嗣子。
- 十六世 - 宝生九郎知栄
  - 十五世の次男。
- 十七世 - 宝生九郎重英
  - 十六世の養嗣子。
- 十八世 - 宝生英雄
  - 十七世の長男。
- 十九世 - 宝生英照
  - 十八世の長男。
- 二十世 - 宝生和英
  - 十九世の長男。

## ワキ方
下掛りである金春流に属したワキ方春藤流から分かれたため、シテ方宝生流と区別して「下掛宝生流」「下宝生」「脇宝生」などと呼ばれる。江戸初期、三代将軍徳川家光の命で、春藤流の金春権七祐玄が宝生座付きとなったのがはじまり。二世新之丞の時、宝生を名乗る。
明治時代の名人として宝生新、松本謙三（重要無形文化財保持者（人間国宝））。ついで森茂好（重要無形文化財保持者（人間国宝））、宝生弥一（重要無形文化財保持者（人間国宝））、宝生閑（重要無形文化財保持者（人間国宝））らがいる。当代では宝生常三（森常好）、宝生欣哉（十三世宗家）らが東京を中心に活動している。

## 所属の能楽師数
2005年（平成17年）の能楽協会名簿における宝生流所属の能楽師の数は以下のとおり。
- シテ方 - 270
- ワキ方（下掛宝生流） - 24

### シテ方
- 宝生九郎知栄
- 宝生九郎重英
- 宝生英雄
- 宝生英照
- 宝生和英
- 和久荘太郎
- 佐野玄宜

### ワキ方
- 鏑木岑男

### シテ方
- 公益社団法人 宝生会

### ワキ方
- 「能楽」ワキ方 下掛宝生流